# Специјални резерват природе Краљевац
Специјални резерват природе Краљевац је резерват природе и представља истоимено језеро које се налази у Делиблатској пешчари, Општина Ковин, Република Србија.

## Одлике
Резерват се ростире на 160 хектара, а од септембра 2003. године проглашено је специјалним резерватом природе и стављено је под заштиту државе. Краљевац је драгоцено станиште разних мочварних птица, гмизаваца, па и неких светских угрожених врста попут слепог кучета или степског скочимиша, којег сем у Делиблатској пешчари нема више нигде у свету.
На овом месту се гнезде мочварне птице, раше и корморани који су светски угрожене врсте, разне врсте инсеката, гмизаваца, орлова, текунице као и слепо куче које је такође на црвеној листи угрожености. Захваљујући подводним изворима и јединственим пливајућим острвима, већим и од хектара, делови површине овог језера не мрзну ни при највећим зимама.
Краљевац је драгоцено одмориште птицама у зимском периоду и током пролећних и јесењих миграција. Посебно погодује корморанима, јатима патака, гусака и лабудова. Куриозитет језера Краљевац је и плутајуће острво, површине два хектара.